# David Baird
David Baird, 1.º Baronete GCB (Newbyth House, East Lothian, 6 de dezembro de 1757 — Ferntower House, Perthshire, 18 de agosto de 1829) foi um líder militar britânico.

## Carreira militar
Baird nasceu em Newbyth House, Haddingtonshire, Escócia, filho de uma família de mercadores de Edimburgo e entrou para o Exército Britânico em 1772. Foi enviado para a Índia em 1779 com o 73º (mais tarde 71º) Highlanders, onde foi capitão. Imediatamente após sua chegada, Baird foi designado para servir na força comandada pelo general Hector Munro, que tinha sido enviado para ajudar o destacamento do coronel Baillie, ameaçado por Hyder Ali. Na ação que se seguiu, toda a força foi destruída, e Baird, gravemente ferido, caiu nas mãos do marajá de Mysore. Os prisioneiros, que foram barbaramente tratados, permaneceram cativos por mais de quatro anos. A bala só foi extraída da ferida de Baird após a sua libertação.

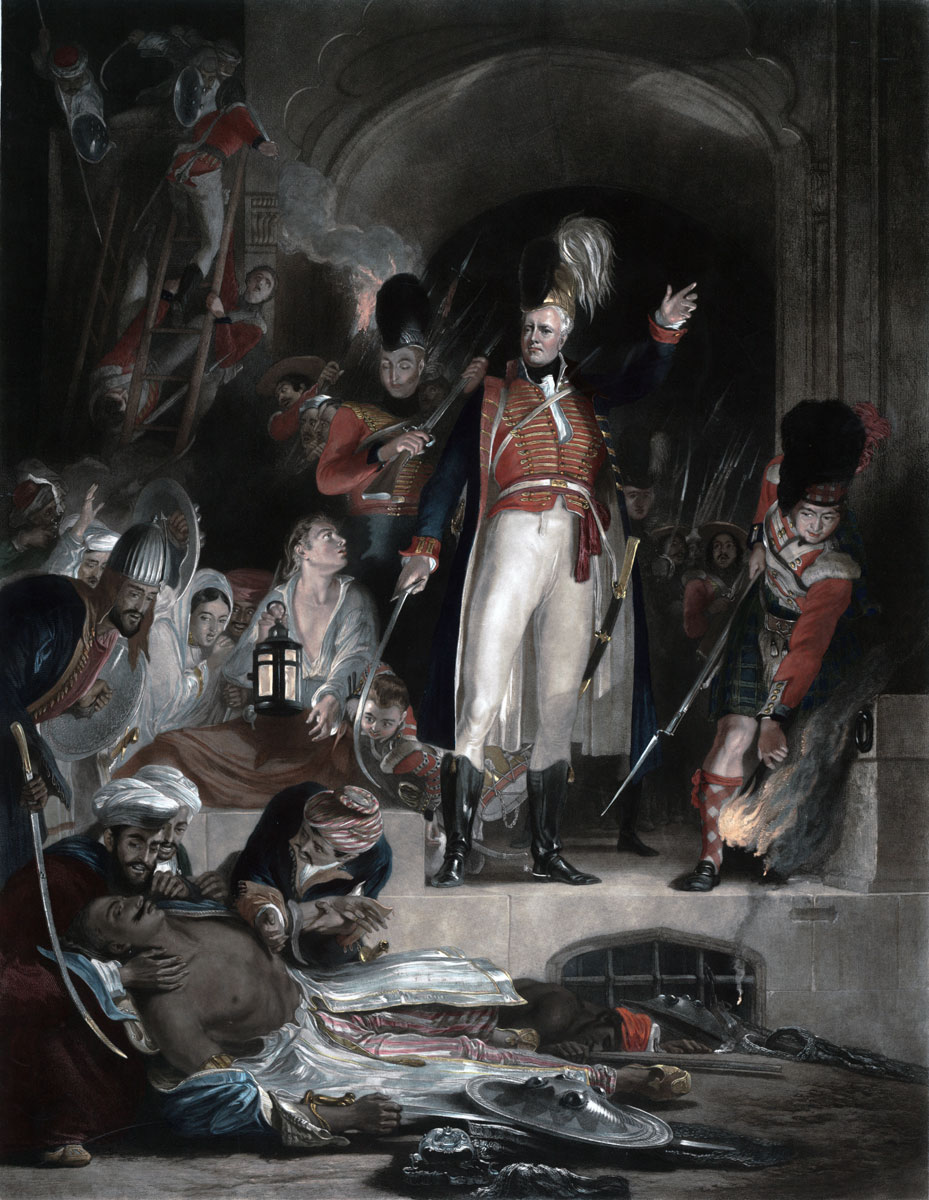
Baird encontra o corpo do sultão Tipu depois de atacar Seringapatam. Gravura de uma pintura de 1839 por David Wilkie.
Baird discovering the body of Tipu Sultan after storming Seringapatam. Engraved from an 1839 painting by David Wilkie.

Foi promovido a major em 1787, visitou a Inglaterra em 1789, foi promovido a tenente-coronel em 1790 e retornou à Índia no ano seguinte. Baird exerceu o comando de brigada na guerra contra o sultão Tipu e serviu sob o comando de Lorde Cornwallis nas operações de Seringapatam em 1792. Capturou Pondicherry sendo promovido a coronel em 1795. Baird serviu também no Cabo da Boa Esperança como general-de-brigada e retornou à Índia como major-general em 1798. Na última guerra contra Tipu em 1799 Baird foi nomeado para o Alto Comando de Brigada no exército. No ataque bem-sucedido a Seringapatam, Baird liderou o grupo de assalto e conquistou rapidamente a fortaleza onde tinha sido anteriormente mantido prisioneiro.
Decepcionado por ter sido o comando do grande contingente do nizam entregue ao então coronel Arthur Wellesley e que após a captura da fortaleza o mesmo oficial ter recebido o cargo de Governador, Baird sentiu que foi tratado com injustiça e desrespeito. Recebeu mais tarde os agradecimentos do parlamento e da Companhia Britânica das Índias Orientais por sua coragem naquele dia importante, e uma pensão lhe foi oferecida pela Companhia, a qual ele recusou, aparentemente com a esperança de receber a Ordem do Banho do governo. O general Baird comandou o exército indiano que foi enviado em 1801 para cooperar com Ralph Abercromby na expulsão dos franceses do Egito. Wellesley foi nomeado como segundo no comando, mas devido à má saúde não acompanhou a expedição. Baird desembarcou em El Qoseir, conduziu seu exército através do deserto até Quena no rio Nilo e depois até o Cairo. Chegou durante a Batalha de Alexandria a tempo de participar das operações finais.

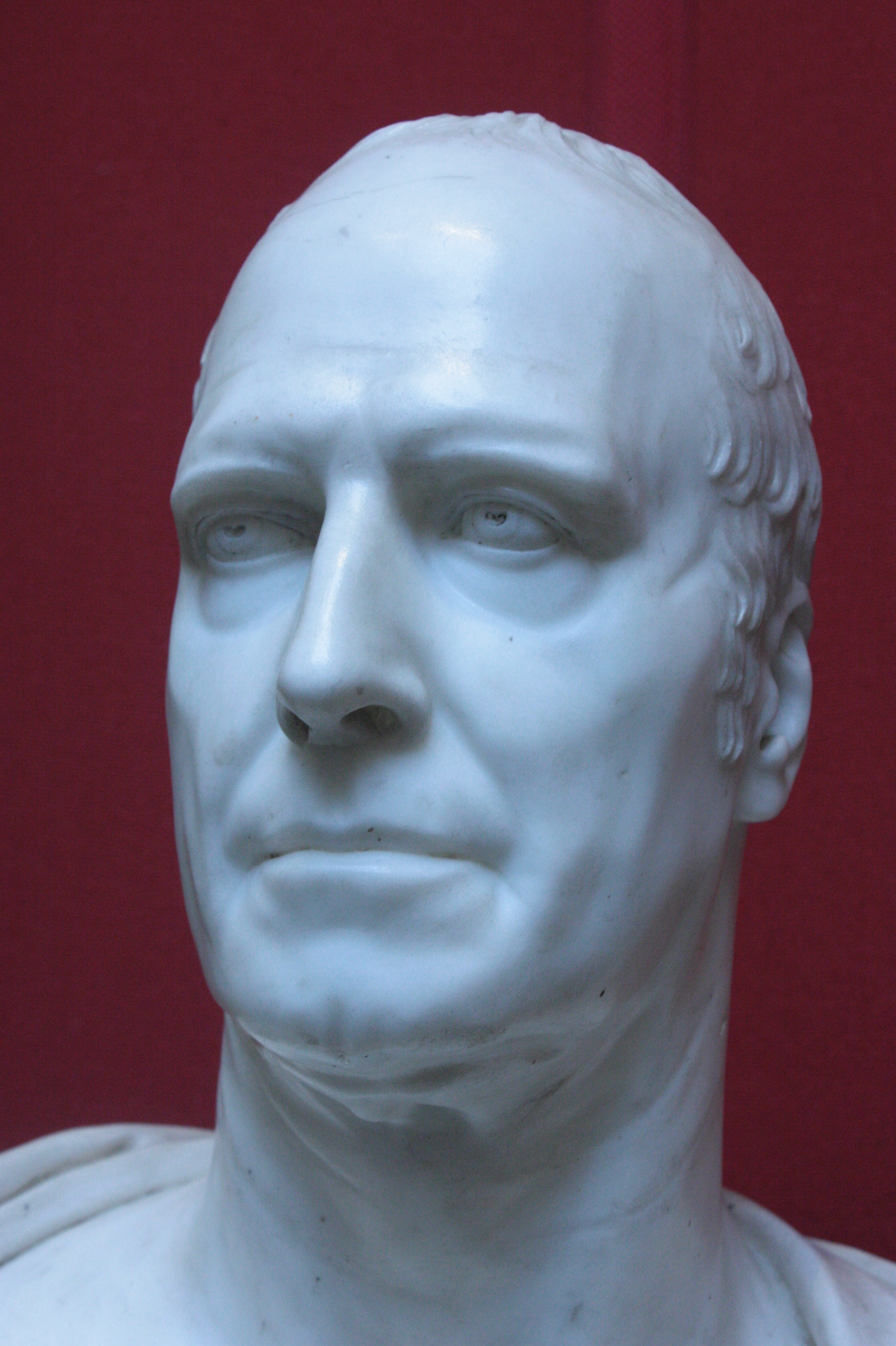
Busto de Baird por Lawrence Macdonald, 1828

Em seu retorno a Índia em 1802, foi recrutado para lutar contra os scindia, mas irritado com uma outra nomeação dada a Wellesley abandonou seu comando e retornou a Europa. Em 1804 foi nomeado cavaleiro, e em 1805-1806, sendo agora um tenente-general, comandou a expedição contra o Cabo da Boa Esperança com total sucesso, capturando a Cidade do Cabo e forçando o general holandês Jan Willem Janssens a render-se. O almirante Home Riggs Popham persuadiu Baird a emprestar-lhe tropas para uma expedição contra Buenos Aires. Os sucessivos erros de operações contra este lugar resultaram na retirada de Baird no início de 1807, embora em seu retorno para casa fosse rapidamente recrutado como general-de-divisão na expedição a Copenhague de 1807. Durante a Segunda Batalha de Copenhague, Baird foi ferido. No mesmo ano, foi nomeado coronel do 24º Regimento de Infantaria de Warwickshire, um posto que ele manteria até a sua morte.
Pouco depois de seu retorno, Baird foi enviado para a Guerra Peninsular no comando de uma força considerável, que foi enviada para a Espanha para cooperar com John Moore, para quem foi nomeado segundo em comando. Na Batalha da Corunha ele assumiu o comando supremo após a morte de Moore, mas pouco depois teve o seu braço esquerdo destroçado e o comando passou para John Hope. Obteve novamente os agradecimentos do parlamento por seus bravos serviços, recebeu os títulos de Cavaleiro da grã-cruz da Ordem do Banho e de baronete em 1809. Sir David casou com Campbell-Preston, uma herdeira de Perthshire, em 1810. Ele não foi mais convocado para o campo de batalha e inimizades pessoais e políticas fizeram com que ele fosse ignorado e repetidamente preterido nas promoções.
Baird só recebeu o posto de general em 1814 e seu governo de Kinsale foi dado cinco anos depois. Em 1820 foi nomeado comandante-em-chefe na Irlanda, mas o comando foi logo reduzido e ele renunciou em 1822.